# Leucauge linyphia
Leucauge linyphia är en spindelart som beskrevs av Simon 1903. Leucauge linyphia ingår i släktet Leucauge och familjen käkspindlar.
Artens utbredningsområde är Ekvatorialguinea. Inga underarter finns listade i Catalogue of Life.